# Podmorje
Podmorje (nebo též Podmorie, Podemorie) je název části středověkého území města Trogir, které se rozprostíralo na východ od Malého polje až po hranice Splitu v Kaštelském zálivu v Chorvatsku.

## Historie
Od 13. do 15. století byly Podmorje nazývány osady západně od Trogiru a Dilat východní splitská část Kaštelského polje. Toto toponymum znamená oblast u moře, Podobně jako u pobaltských Slovanů, kteří část pobřeží často nazývali Podmorje. V historických dokumentech se objevuje jako Podmorie a Podemorie.
Je otázkou, zda toto toponymum znamenalo název jedné ze starých chorvatských farností, kterou císař Konstantin VII. Porfyrogennetos nazval Paratalasia. První jistá zmínka o Podmorji je z roku 1249 ve smlouvě o pozemcích, kterou uzavřeli trogirští páni Řehoř, syn knížete Eliáše, s Vukem z Podmorje (...in Podemorie supratus...). V roce 1303 se kníže Juraj Šubić vzdal svých práv a přenechal Podmorje městu Trogir, tedy celé území od hranic Splitu až po Trogirské (Malé) pole. Tento dokument podává obrázek o Podmorji jako územního celku v oblasti Kaštel.
Osady v Podmorje ležely v nižších částech kopce na pomezí dvou hospodářských zón zemědělství a chovu dobytka. Jejich význam prozrazuje několik kostelů, postavených v jejich blízkosti. Podle historických pramenů existovaly v Podmorje tyto osady: Banje selo, Ostrog, Šušnjari, Radun, Špiljan, Žestinj, Kukljača, Seline, Bijaći a Baba.
Tehdejší domy byly postaveny ze suchého kamenného zdiva, dřeva a proutí či rákosu pokrytého hlínou. Kromě pozůstatků hřbitovů (náhrobků - stećaků) v blízkosti některých kostelů již nezbyly po někdejších osadách žádné patrné stopy.